# Roberto Bozzetti
Roberto Bozzetti, noto anche con i nomi d'arte Pappa e Dj Rodriguez (Bologna, 6 giugno 1954 – Bologna, 3 luglio 2006), è stato un disc jockey e musicista italiano.

## Biografia
Importante figura della controcultura bolognese e italiana, si avvicina, nei primi anni settanta, alla cultura hippy e dei nativi americani, mutuando l'idea della fabbricazione di indumenti in cuoio nel laboratorio alternativo "la Corte dei Miracoli" di via dell'Inferno a Bologna.
Negli anni Settanta è poi uno dei personaggi di spicco di Radio Alice, dove compare nel primo manifesto di presentazione della radio, fino a diventare negli anni ottanta uno dei primi DJ a portare l'hip hop in Italia, prima al Riverside poi all’Isola nel Kantiere.
Poi, come musicista, pubblica tre album per l'etichetta Irma Records, collaborando anche con artisti quali Ohm Guru, Montefiori Cocktail e molti altri.
Nel 1992 partecipa con i suoi scratch al primo demo dei Massimo Volume.
Sempre nel 1992 entra a far parte della band bolognese Magilla, con la quale inciderà nel 1994 l'album Contronatura per l'etichetta Black Out/PolyGram. Uscirà dal gruppo l'anno dopo.
Nel 2003 interpreta se stesso nel film culto Paris, Dabar girato nei locali di via del Pratello a Bologna.
Bozzetti è morto il 3 luglio 2006 all'età di 52 anni, in seguito ad un incidente in scooter che aveva avuto l'anno precedente, da cui, nonostante il lungo ricovero presso la Casa dei Risvegli "Luca De Nigris", non si era mai completamente ripreso.

## Discografia[2]

### Album
- 1999 - World Wide Funk
- 2000 - Footbal club
- 2003 - DJ set

## Filmografia
- Paris, Dabar, regia di Paolo Angelini (2003)